# 胡如南
胡如南（1935年9月—2023年1月4日），男，江苏宜兴人，中国电镀专家，北京航空航天大学教授。曾任中国表面工程协会特别顾问。